# Konstantin Semionov
Konstantin Semionov (Rusia, 20 de noviembre de 1969) es una atleta del Equipo Unificado retirado especializado en la prueba de salto con pértiga, en la que consiguió ser medallista de bronce europeo en pista cubierta en 1992.

## Carrera deportiva
En el Campeonato Europeo de Atletismo en Pista Cubierta de 1992 ganó la medalla de bronce en el salto con pértiga, con un salto por encima de 5.60 metros, tras su compañero de equipo Pyotr Bochkaryov  (oro con 5.85 metros) y el húngaro István Bagyula.